# Assur-dan II
Assur-dan II (Aššur-dan, « Assur est fort » en assyrien) est un roi assyrien, dont le règne va de 934 à 912 ou 911 av. J.-C. Il marque le début de l'époque néo-assyrienne, car c'est le point de départ de la reconquête de la Haute Mésopotamie par l'Assyrie, après plus d'un siècle d'éclipse.

L'empire néo-assyrien à l'époque de la reconquête (934-830 av. J.-C.) : en foncé, les territoires dans la mouvance assyrienne au début de la période ; en clair, les territoires incorporés à l'empire à la fin de la période.

Il est le premier roi à laisser des inscriptions commémorant ses conquêtes militaires depuis environ un siècle. Mais ces textes sont fragmentaires. Le plus important est un fragment de ses annales, récit relatant ses accomplissements militaires ainsi que les chantiers qu'il a entrepris, année par année. 
Assur-dan II consacre essentiellement ses efforts aux régions situées au nord et au nord-est de l'Assyrie, dans des espaces montagneux qui seront toujours difficiles à contrôler pour les rois assyriens. Il y défait le royaume de Katmuhu, situé quelque part entre le Grand Zab et le Tigre, ou bien plus à l'ouest dans la partie orientale du triangle du Khabur. Il prend sa capitale, la pille, capture son roi, qu'il emmène à Arbèles où il le fait exécuter avant de le dépecer et d'exposer sa peau sur les murailles d'un de ses villes. Il fait du royaume de Katmuhu un vassal.

« [Sur] l'ordre d'Assur, [mon seigneur], je marchai [vers le pays Ka]tmuhu. La ville de Sara[... je détruisis], ravageai, (et) brûlai. Je capturai Ku[ndibhal]ê, [roi du pays Katmuhu], dans son palais. [...] bronze, étain, pierres précieuses des montagnes, [...], son précieux butin, [j’amenai] dans [ma] ville [Assur. Sur le trône je mis ...s]illa, un homme fidèle à moi. Kundi[bhal]ê, roi du pays de Katmuhu, [je l'emmenai en Assyrie (et) dans la ville] d'Arbèles, je (l')écorchai (et) j'étendis sa peau sur [la muraille de la ville de ...]naš. »

— Assur-dan II vainc le pays de Katmuhu et supplicie son roi, d'après ses Annales (inscription fragmentaire, les passages entre crochets sont des reconstitutions probables de passages illisibles, et les "..." les passages non reconstituables).

Il affronte également d'autres groupes voisins, notamment des Araméens, et ses inscriptions rappellent à plusieurs reprises qu'il venge ainsi le fait qu'ils avaient pris et pillé des territoires appartenant à l'Assyrie par le passé. Il se vante ainsi d'avoir ramené dans le giron assyrien des gens qui avaient fui le pays en proie à la famine, et de les avoir réinstallés, en leur octroyant des terres à mettre en valeur. 
Ses annales mentionnent aussi une chasse royale, et la restauration du Nouveau Palais d'Assur. Une autre inscription commémore le fait qu'il a restauré une porte de cette même cité, la « Porte des Artisans ».
Par ses différents accomplissements, aussi bien dans le domaine militaire que civil, Assur-dan II pave la voie pour les rois assyriens successeurs, qui vont reconquérir la Haute Mésopotamie.